# Carlos Julio Arosemena Monroy
Carlos Julio Arosemena Monroy (Guayaquil, 24 agosto 1919 – Guayaquil, 5 marzo 2004) è stato un politico ecuadoriano.
È stato Presidente dell'Ecuador dal novembre 1961 al luglio 1963. Precedentemente, dal 1960 al 1961, era stato Vicepresidente sotto la presidenza di José María Velasco Ibarra.
Figlio dell'ex Presidente Carlos Julio Arosemena Tola, era esponente del Partido Liberal Radical Ecuatoriano (PLRE), partito legato al liberalismo.